# La Lajita, Veracruz
La Lajita är en ort i Mexiko.   Den ligger i kommunen Tantima och delstaten Veracruz, i den sydöstra delen av landet, 260 km nordost om huvudstaden Mexico City. La Lajita ligger 25 meter över havet och antalet invånare är 203.
Terrängen runt La Lajita är platt. Runt La Lajita är det ganska glesbefolkat, med 36 invånare per kvadratkilometer. Närmaste större samhälle är Naranjos, 17,2 km sydost om La Lajita. Omgivningarna runt La Lajita är en mosaik av jordbruksmark och naturlig växtlighet.